# Präsidentschaftswahl in Kroatien 2005
In der Präsidentenwahl Kroatiens 2005 wurde der Amtsinhaber Stjepan Mesić erneut zum Staatsoberhaupt gewählt.

## Wahlablauf
Am 2. Januar 2005 fand die erste Runde zur Präsidentenwahl in Kroatien statt. Es fehlten Mesić nur noch ein Prozentpunkt für die für einen Wahlsieg erforderliche Hälfte der Stimmen. Jadranka Kosor lag mit 20 Prozent der Stimmen auf dem zweiten Rang.
Am 16. Januar 2005 wählten die Kroaten in der Stichwahl zwischen dem Amtsinhaber Stjepan Mesić und seiner Konkurrentin, der stellvertretenden Regierungschefin Jadranka Kosor. 
Bei der Präsidentenwahl hat der Amtsinhaber Stjepan Mesić die Wahl deutlich gewonnen. Auf Grundlage von Wählerbefragungen berichtete das Staatsfernsehen, Mesić habe 70,75 Prozent und Jadranka Kosor demnach 29,25 Prozent der Stimmen bekommen.

## Mesićs Pläne
Mesić sagte nach seiner Wiederwahl, es sei Ziel seiner Amtszeit, Kroatien zu einem Mitglied der Europäischen Union zu machen. Voraussetzung für Beitrittsverhandlungen war, dass der vor dem Kriegsverbrechertribunal in Den Haag angeklagte General Kroate Ante Gotovina verhaftet und ausgeliefert wurde. 
Gotovina wurde am 7. Dezember 2005 auf Teneriffa festgenommen und am 10. Dezember 2005 dem Internationalen Strafgerichtshof für das ehemalige Jugoslawien überstellt.

## Ergebnis
| Kandidaten                                                                 | Kandidaten        | Parteien                                                            | 1. Wahlgang | 1. Wahlgang | 2. Wahlgang | 2. Wahlgang |
| Kandidaten                                                                 | Kandidaten        | Parteien                                                            | Stimmen     | %           | Stimmen     | %           |
| -------------------------------------------------------------------------- | ----------------- | ------------------------------------------------------------------- | ----------- | ----------- | ----------- | ----------- |
|                                                                            | Stjepan Mesić     | Hrvatska narodna stranka (SD – HSS – IDS – LIBRA – LS – PGS – SDAH) | 1.089.398   | 49,4        | 1.454.451   | 65,9        |
|                                                                            | Jadranka Kosor    | Hrvatska demokratska zajednica                                      | 452.218     | 20,5        | 751.692     | 34,1        |
|                                                                            | Boris Mikšić      | Parteilos                                                           | 396.093     | 17,9        |             |             |
|                                                                            | Đurđa Adlešić     | Hrvatska socijalno-liberalna stranka                                | 59.795      | 2,7         |             |             |
|                                                                            | Slaven Letica     | Hrvatska stranka prava                                              | 57.748      | 2,6         |             |             |
|                                                                            | Ljubo Ćesić       | Parteilos                                                           | 41.216      | 1,9         |             |             |
|                                                                            | Ivić Pašalić      | Hrvatski blok                                                       | 40.637      | 1,8         |             |             |
|                                                                            | Anto Kovačević    | Hrvatska kršćanska demokratska unija                                | 19.145      | 0,9         |             |             |
|                                                                            | Miroslav Blažević | Stranka hrvatskih branitelja                                        | 17.847      | 0,8         |             |             |
|                                                                            | Miroslav Rajh     | Hrvatska stranka mladih                                             | 14.766      | 0,7         |             |             |
|                                                                            | Doris Košta       | Parteilos                                                           | 8.271       | 0,4         |             |             |
|                                                                            | Mladen Kešer      | Parteilos                                                           | 7.056       | 0,3         |             |             |
|                                                                            | Tomislav Petrak   | Hrvatska pučka stranka                                              | 2.614       | 0,1         |             |             |
| Gesamt                                                                     | Gesamt            | Gesamt                                                              | 2.206.804   | 100         | 2.206.143   | 100         |
|                                                                            |                   |                                                                     |             |             |             |             |
| Ungültige Stimmen                                                          | Ungültige Stimmen | Ungültige Stimmen                                                   | 20.269      | 0,9         | 35.617      | 1,6         |
| Wähler                                                                     | Wähler            | Wähler                                                              | 2.227.073   | 50,6        | 2.241.760   | 51,0        |
| Wahlberechtigte                                                            | Wahlberechtigte   | Wahlberechtigte                                                     | 4.403.933   |             | 4.392.220   |             |
|                                                                            |                   |                                                                     |             |             |             |             |
| Quellen: Državno Izborno Povjerenstvo, Kandidaten. (PDF) – Ergebnis. (PDF) |                   |                                                                     |             |             |             |             |